# هالیس گیلسپی
هالیس گیلسپی (انگلیسی: Hollis Gillespie) روزنامه‌نگار، و مجری رادیو اهل ایالات متحده آمریکا است.